# Periegops suteri
Periegops suteri är en spindelart som först beskrevs av Arthur Urquhart 1892.  Periegops suteri ingår i släktet Periegops och familjen Periegopidae. Inga underarter finns listade i Catalogue of Life.